# Fenestraja sibogae
Fenestraja sibogae is een vissensoort uit de familie van de Gurgesiellidae. De wetenschappelijke naam van de soort is voor het eerst geldig gepubliceerd in 1913 door Weber.